# Юханссон, Морган
Морган Юханссон (швед. Morgan Johansson; род. 14 мая 1970, Höganäs församling, Мальмёхус) — шведский государственный и политический деятель. Член «Социал-демократической рабочей партии», занимал должность заместителя премьер-министра Швеции с 2019 по 2022 год. Работал министром юстиции с 2014 по 2022 год и министром внутренних дел с 2021 по 2022 год, а также с 2017 по 2019 год. Также занимал пост министра миграции и политики предоставления убежища с 2014 по 2017 год и вновь с 2019 по 2021 год.
С 2002 по 2006 год работал министром общественного здравоохранения и социальных служб в правительстве Перссона Ханса Йорана и был членом риксдага от избирательного округа лена Сконе после выборов 1998 года. Как представитель оппозиции был председателем комитета по вопросам юстиции риксдага с 2010 по 2014 год.

## Биография
С 1994 по 1997 год работал журналистом и редактором в ежедневной социал-демократической газете Arbetet Nyheterna, а с 1997 по 1998 год — политическим экспертом в канцелярии премьер-министра.
В 2010 году писатель Кристер Исакссон описал его как члена левой фракции «Социал-демократической рабочей партии». Также является членом «Шведской гуманистической ассоциации» и ранее входил в состав правления.
3 октября 2014 года был назначен министром юстиции в правительстве Стефана Лёвена. 23 марта 2015 года подвергся нападению в приюте при больнице в Броби, муниципалитет Эстра-Гёинге, лен Сконе. 25-летний мужчина бросился на него и облил его из огнетушителя. Нападавший был быстро задержан, а Юханссон не пострадал в результате преднамереного нападения.
В ноябре 2019 года «Шведские демократы» вынесли ему вотум недоверия из-за эскалации бандитских преступлений и продолжающихся взрывов в стране. Вотум недоверия был поддержан «Умеренной коалиционной партией» и «Христианскими демократами», но набрал в риксдаге 151 голос против необходимых 175 голосов. Вотум недоверия был воспринят этими тремя оппозиционными партиями как сигнал о том, что правительство теряет контроль над ситуацией.
26 декабря 2020 года, во время пандемии COVID-19, была замечен за покупками в небольшом торговом центре Nova Lund в Лунде. Его сопровождали несколько телохранителей. Подвергся критике за то, что нарушил рекомендации Агентства общественного здравоохранения Швеции. Премьер-министр Стефан Лёвен осудил этот поступок, назвав его «небрежным».
12 декабря 2021 года заявил, что полиция Стокгольма не справилась с преступностью. Также упомянул, что муниципалитеты, которые не справились с преступностью, могут учиться у тех, кто справился с этим успешно. Затем уточнил, что существуют границы того, насколько далеко правительство может зайти, когда дело доходит до законодательства. Также сказал, что не хочет заходить дальше личных досмотров и повышения насилия за исключением членов криминальных группировок.
2 июня 2022 года «Шведские демократы» объявили ему вотум недоверия из-за того, что сочли неэффективной его борьбу против преступных группировок. Вотум поддержали «Умеренная коалиционная партия», «Христианские демократы» и «Либералы». Премьер-министр Магдалена Андерссон назвала это предложение «безответственным» и то, что оно может иметь «серьёзные последствия», добавив, что, если предложение будет принято, все правительство уйдет в отставку. Сам Юханссон заявил, что оппозиционные партии осуществляли нападки на его личность, и утверждал, что у них нет лучших решений для прекращения вербовки людей в преступные группировки. В конечном итоге вотум был отклонен со 174 голосами, что на один голос меньше требуемых 175, при этом независимый депутат Амине Какабаве стала ключевым голосом, воздержавшись.